# Velika Lomnica
Velika Lomnica (en serbe cyrillique : Велика Ломница) est un village de Serbie situé sur le territoire de la Ville de Kruševac, district de Rasina. Au recensement de 2011, il comptait 846 habitants.

## Démographie

### Évolution historique de la population
| 1948  | 1953  | 1961  | 1971 | 1981 | 1991 | 2002 | 2011 |
| ----- | ----- | ----- | ---- | ---- | ---- | ---- | ---- |
| 1 000 | 1 041 | 1 010 | 943  | 977  | 947  | 899  | 846  |

|  |